# کنترل مدرن
کنترل مدرن شاخه‌ای از رشته مهندسی کنترل می‌باشد که به مدلسازی و کنترل سیستمها با استفاده از فضای حالت می‌پردازد. در مدل فضای حالت معادلات دیفرانسیل مرتبه n سیستم به n معادله مرتبه اول تبدیل می‌شود که به هر یک از متغیرهای به کار رفته در این معادلات مرتبه اول متغیر حالت گفته می‌شود؛ بنابراین یک سیستم مرتبه n دارای مدل فضای حالت با n متغیر حالت خواهد بود.
تئوری کنترل مدرن به دهه ۱۹۶۰ بازمی‌گردد و از آن پس به تدریج گسترش یافته‌است. هر چند از روشهای کنترلی ذکر شده در کنترل مدرن در عمل چندان استفاده نمی‌شود لیکن به دلیل وجود ابزار بسیار قوی موجود برای تحلیل و بررسی رفتار سیستمها در تئوری کنترل مدرن این شاخه از مهندسی کنترل از محبوبیت خاصی بین مهندسین کنترل برخوردار است. مفاهیمی چون کنترل پذیری و رویت پذیری از نتایج این تئوری می‌باشد.
'
این درس در ایران جزو دروس اجباری کارشناسی مهندسی برق در گرایش کنترل است و از دیگر موضوعات این درس می‌توان به خطی سازی یک سیستم غیر خطی حول نقطه کار و مقدمات جبر خطی (برای مثال تعاریفی مثل درجه پوچی، هسته، نرم و …) و قضیه کیلی همیلتون (برای بدست آوردن حاصل عدد نپر به توان یک ماتریس) است رسم نگاره فاز و بررسی انواع پایداری‌ها برای یک سیستم (مجانبی لیاپانوف و…) از دیگر موضوعات این درس است و هدف نهایی درس طراحی کنترلر است
به‌طور کلی برخی جاها لازم بود علاوه بر رابطه ورودی و خروجی در یک سیستم ما از درون سیستم نیز مطلع باشیم به همین دلیل سراغ فضای حالت می‌رویم که درون سیستم را برای ما مدل می‌کند و دیگر مثل تابع تبدیل نیست که فقط رابطه ورودی و خروجی را به ما بدهد.